# Longitarsus gomerensis
Longitarsus gomerensis es una especie de insecto coleóptero de la familia Chrysomelidae. Fue descrita científicamente en 1986 por Biondi.